# Арма
Арма̀ (на английски: Armagh; на ирландски: Ard Mhacha, буквени символи и звуков файл за произношението , на английски се произнася най-близко до Армаа̀) е град в южната част на Северна Ирландия. Разположен е в графство Арма на 57 km югозападно от столицата Белфаст. Главен административен център на графство Арма и район Арма. Шосеен транспортен възел. Получава официален статут на град през 1995 г. Катедралата на града е реконструирана около 1840 г. Населението на Арма е 14 590 жители според данни от преброяването през 2001 г.

## Спорт
Представителният футболен отбор на града се казва ФК Арма Сити. Дългогодишен участник е в Североирландската чампиъншип лига.

## Побратимени градове
- Разград, България от 1995 г.